# Cohors II Hispanorum (Germania inferior)
Dieser Artikel behandelt die in der römischen Provinz Germania inferior stationierte Auxiliareinheit Cohors II Hispanorum. Zu den sonstigen Kohorten mit dieser Bezeichnung siehe Cohors II Hispanorum.
Die Cohors II Hispanorum [peditata] [pia fidelis] (deutsch 2. Kohorte der Hispanier [der Fußsoldaten] [loyal und treu]) war eine römische Auxiliareinheit. Sie ist durch Militärdiplome und einen Ziegelstempel belegt.

## Namensbestandteile
- Cohors: Die Kohorte war eine Infanterieeinheit der Auxiliartruppen in der römischen Armee.

- II: Die römische Zahl steht für die Ordnungszahl die zweite (lateinisch secunda). Daher wird der Name dieser Militäreinheit als Cohors secunda .. ausgesprochen.

- Hispanorum: der Hispanier. Die Soldaten der Kohorte wurden bei Aufstellung der Einheit auf dem Gebiet der römischen Provinz Hispania Tarraconensis rekrutiert.

- peditata: der Fußsoldaten. Der Zusatz kommt auf einem Ziegel[1] vor.

- pia fidelis: loyal und treu. Domitian (81–96) verlieh den ihm treu gebliebenen römischen Streitkräften in Germania inferior nach der Niederschlagung des Aufstands von Lucius Antonius Saturninus die Ehrenbezeichnung pia fidelis Domitiana.[2] Der Zusatz kommt auf einem Ziegel[1] vor.

Da es keine Hinweise auf die Namenszusätze milliaria (1000 Mann) und equitata (teilberitten) gibt und da darüber hinaus der Zusatz peditata in einem Ziegelstempel explizit verwendet wird, ist davon auszugehen, dass es sich um eine reine Infanterie-Kohorte, eine Cohors quingenaria peditata, handelt. Die Sollstärke der Einheit lag bei 480 Mann, bestehend aus 6 Centurien mit jeweils 80 Mann.

## Geschichte
Die Kohorte war in der Provinz Germania inferior stationiert. Sie ist auf Militärdiplomen für die Jahre 98 bis 152 n. Chr. aufgeführt.
Der erste Nachweis der Einheit in der Provinz Germania inferior beruht auf einem Diplom, das auf 98 datiert ist. In dem Diplom wird die Kohorte als Teil der Truppen (siehe Römische Streitkräfte in Germania inferior) aufgeführt, die in der Provinz stationiert waren. Weitere Diplome, die auf 101 bis 152 datiert sind, belegen die Einheit in derselben Provinz.

## Standorte
Standorte der Kohorte waren möglicherweise:
- Traiectum (Utrecht): ein Ziegel[1] mit dem Stempel der Einheit wurde hier gefunden.[5]

## Angehörige der Kohorte
Folgende Angehörige der Kohorte sind bekannt:

### Kommandeure
- Tiberius Claudius Serenus,[A 2] ein Präfekt